# 新疆缬草
新疆缬草（学名：Valeriana fedtschenkoi）是忍冬科缬草属的植物。分布在俄罗斯以及中国大陆的新疆等地，生长于海拔2,000米的地区，见于山坡林下和山顶草地，目前尚未由人工引种栽培。